# شعية نوية
شعية نوية (الاسم العلمي:Actinomyces neuii) هي نوع من البكتيريا يتبع جنس الشعية الفطرية من فصيلة شعاوية.